# Речевой звук
Речево́й звук — звук, образуемый произносительным аппаратом человека с целью языкового общения (к произносительному аппарату относятся: гортань, глотка, ротовая полость с языком, лёгкие, носовая полость, губы, зубы).
Наука о звуках речи называется фонетикой.
В целом звуки речи подразделяются на шумы и тоны: тоны в речи возникают в результате колебания голосовых складок; шумы образуются в результате непериодических колебаний выходящей из лёгких струи воздуха.
Тонами являются обычно гласные; почти же все глухие согласные относятся к шумам. Звонкие согласные образуются путём слияния шумов и тонов.
Шумы и тоны исследуются по их высоте, тембру, силе и многим другим характеристикам.
Наиболее известной характеристикой речевого сигнала является основной тон. Эта характеристика представляет собой обычную частотную модуляцию сигнала, параметры которой легко измеряются (установлено, что частота основного тона разных людей (мужчин, женщин, детей) находится в диапазоне 50-250 Гц.). Классифицируется относительное изменение частоты, и траектория во времени при произнесении слова или фразы. Относительное изменение частоты может достигать 15 %, что в европейских языках передаёт эмоциональную составляющую речи (так, в русском языке различные траектории вызывают ощущение до 28 типов эмоций; однако ударение - музыкальное), а в некоторых восточных - смысловую (см., например, три явления в китайской фонетике).
В силу своей специфики звуки речи рассматриваются с трёх точек зрения:
- акустической, поскольку звук является акустическим явлением;
- физиологической, так как звуки являются продуктом деятельности центральной нервной системы и образуются органами речи;
- лингвистической (социальной), так как при помощи речевых звуков осуществляется общение; звуки определяют различия смысла слов в каждом отдельном языке. Рассматриваемые в этом аспекте, звуки получают название фонем, которые в каждом языке образуют свою систему. Лингвистическая точка зрения является преобладающей: именно она рассматривает отдельные звуки речи.

## Акустическая классификация звуков речи
С точки зрения акустики, речевые звуки представляют собой колебания упругой среды (сначала речевого аппарата, потом воздуха, в конце - барабанных перепонок), обладающие определённым спектром, интенсивностью и диапазоном.
Спектр речевого звука можно разложить на тоновую (периодическую) и шумовую (непериодическую) составляющие. Тоновые звуки образуются при участии голосовых связок, шумовые — препятствиями в полости рта. По наличию этих составляющих можно провести первую классификацию речевых звуков:
- Гласные — тоновые
- Глухие согласные — шумовые
- Сонорные согласные — тоновые со слабой примесью шума
- Звонкие согласные — шумовые с участием тона

Более тонкий анализ спектра (в том числе принимающий во внимание поведение спектра во времени) позволяет следующую классификацию звуков :
- Вокальные/невокальные звуки. Вокальные звуки обладают ярко выраженными формантами (частотами, сигнал которых усиливается со временем). Все гласные и сонорные согласные — вокальные звуки, все шумные согласные — невокальные.
- Консонантные/неконсонантные звуки. Консонантными называются звуки со слабым общим уровнем энергии. Все согласные звуки — консонантные, все гласные — неконсонатные.
- Высокие/низкие звуки. Деление происходит в зависимости от части спектра, в которой расположены основные составляющие звука. Гласные переднего ряда, а также передне- и заднеязычные согласные — высокие звуки, непередние гласные, а также губные и заднеязычные согласные — низкие.
- Компактные/диффузные. Деление происходит в зависимости от компактности спектра звука. Гласные верхнего подъёма, а также губные и зубные согласные — диффузные звуки, все остальные — компактные.
- Диезные/недиезные. Деление происходит в зависимости от положения формантов в спектре. Мягкие согласные, а также гласные переднего ряда и гласные, произносимые между двумя мягкими согласными — диезные звуки.
- Бемольные/небемольные. Бемольными называются звуки, спектр которых (целиком или частично) понижается со временем. Огубленные гласные и согласные — бемольные звуки.
- Прерванные/непрерывные. Непрерывными называются звуки, энергия которых равномерно распределена во времени, тогда как энергия прерванных звуков имеет максимум в начале звука. Смычные согласные — прерванные.
- Резкие/нерезкие. Резкими называются звуки с ярко выраженной неоднородностью спектра. Аффрикаты и дрожащие согласные — резкие звуки.
- Звонкие/глухие. Звонкими называются звуки, основной тон звука которых — самая низкая составляющая спектра (до 300 Герц). Звонкие гласные и согласные — звонкие звуки.

## Физиологическая классификация звуков речи
Звуки речи человека генерируются, как правило, артикуляционным аппаратом. В общем его математическую модель можно представить в виде возбуждающих генераторов тонового и белого шума и группы фильтров, модуляторов и ключей (рот, нос, язык, губы), обеспечивающих фильтрацию и формирование определённого ощущения звука. Речевой аппарат человека при генерации речи использует следующие физические принципы для получения различных типов звуков:
- гласный — в этом случае голосовая щель генерирует звуковые импульсы;
- шипящий согласный — в этом случае голосовая щель отключена и артикуляционный аппарат формирует шумовой сигнал;
- смешанные шипяще-тоновые звуки типа [з] [ж], где одновременно присутствует шумовая составляющая модулированная голосовой щелью, или типа [р], где модулируется тоновый сигнал;
- взрывной согласный — генерация звука основана на перекрытии потока воздуха артикуляционными органами и последующем акустическом ударе;
- пауза — отсутствие звука, длина паузы влияет на ощущение следующего за ней звука;
- изменение параметров артикуляции в процессе генерации (их динамика) также создаёт ощущение определённого звука (дифтонги);
- интонация — относительное изменение основного тона.